# Allemagne au Concours Eurovision de la chanson 1998
L'Allemagne a participé au Concours Eurovision de la chanson 1998 à Birmingham au Royaume-Uni. C'est la 43e participation de l'Allemagne au Concours Eurovision de la chanson.
Le pays est représenté par la chanson Guildo hat Euch lieb!, interprétée par Guildo Horn, et sélectionnée par une finale nationale organisée par le diffuseur allemand ARD.

## Sélection
À l'origine, l'Allemagne est reléguée du concours en raison de son faible score moyen au cours des quatre années précédentes, mais après que l'Italie se retire du concours, l'Allemagne est autorisée à concourir.
La finale nationale pour sélectionner la chanson allemande, Countdown Grand Prix 1998, a lieu le 26 février 1998 à la Stadthalle Bremen et est organisée par Axel Bulthaupt et Nena. La décision finale est prise par le télévote uniquement ; les trois premiers sont annoncés, mais les autres classements sont connus officieusement. La chanson gagnante est Guildo hat euch lieb!, interprétée par Guildo Horn et écrite et composée par Stefan Raab (sous le pseudonyme Alf Igel).
Une campagne à grande échelle du journal Bild, qui a soutenu le chanteur comique, l'a certainement aidé, tout comme ses nombreux fan clubs. 
Ralph Siegel est le grand perdant de la soirée, puisque ses trois chansons terminent sixième à huitième.
| Place | Numéro de participation | Interprète             | Titre Musique (M) et paroles (P)                                               | Pourcentage |
| ----- | ----------------------- | ---------------------- | ------------------------------------------------------------------------------ | ----------- |
| 01.   | 06                      | Guildo Horn            | Guildo hat Euch lieb! M/P : Alf Igel                                           | 61,8 %      |
| 02.   | 07                      | Rosenstolz             | Herzensschöner M : Peter Plate; P : Peter Plate, AnNa R.                       | 10,6 %      |
| 03.   | 10                      | Die drei jungen Tenöre | Du bist ein Teil von mir M/P : Jörg Evers                                      | 10,1 %      |
| 04.   | 09                      | Fokker                 | Gel-Song (kleine Melodie) M/P : Fokker                                         | –           |
| 05.   | 04                      | Diana & Wind           | Lass die Herzen sich berühren M/P : Peter Weigel, Dave Tchorz, Andreas Lebbing | –           |
| 06.   | 02                      | Ballhouse              | Can Can M : Ralph Siegel; P : Bernd Meinunger                                  | –           |
| 07.   | 08                      | Köpenick               | Carneval M : Ralph Siegel; P : Bernd Meinunger                                 | –           |
| 08.   | 05                      | Sharon                 | Kids M : Ralph Siegel; P : Bernd Meinunger                                     | –           |
| 09.   | 01                      | Shana                  | Es regnet nie in Texas M : Franz Troja; P : Klaus Hirschburger                 | –           |
| 10.   | 03                      | Maria Perzil           | Freut euch! M: Markus Krüger, Dirk Schelpmeier P : Dirk Schelpmeier            | –           |

## Eurovision
Avant la finale du concours, la BBC rapporte que les bookmakers classent 8e sur les vingt-cinq participants.
La chanson est la neuvième de la soirée, suivant Diva interprétée par Dana International pour Israël et précédant The One That I Love interprétée par Chiara pour Malte. Pendant sa prestation, Guildo Horn est avec son groupe Die Orthopädischen Strümpfe. Le chanteur se distingue par son comique dans sa chorégraphie, son approche du public ou son jeu de cloches.
À la fin du vote, la chanson obtient 86 points et finit septième sur les vingt-cinq participants.
Par ailleurs, Guildo Horn reçoit le Prix Barbara-Dex, récompense humoristique créée en 1997, décernée par des internautes pour l'interprète le plus mal habillé.

### Points attribués par l'Allemagne
| 12 points | Turquie     |
| 10 points | Croatie     |
| 8 points  | Malte       |
| 7 points  | Israël      |
| 6 points  | Pays-Bas    |
| 5 points  | Pologne     |
| 4 points  | Belgique    |
| 3 points  | Norvège     |
| 2 points  | Irlande     |
| 1 point   | Royaume-Uni |

### Points attribués à l'Allemagne
| 12 points                     | 10 points  | 8 points             | 7 points   | 6 points                 |
| ----------------------------- | ---------- | -------------------- | ---------- | ------------------------ |
| - Espagne - Pays-Bas - Suisse | - Portugal | - Irlande - Slovénie | - Belgique | - Roumanie - Royaume-Uni |
| 5 points                      | 4 points   | 3 points             | 2 points   | 1 point                  |
|                               |            | - Grèce              |            | - Estonie - Finlande     |